# Krzeptów
Krzeptów (deutsch Kriptau) ist ein Dorf in der Stadt- und Landgemeinde Kąty Wrocławskie (Kanth) im Powiat Wrocławski der Woiwodschaft Niederschlesien in Polen.

## Geschichte
„Creptowo“ wurde erstmals 1257 urkundlich erwähnt. 1360 ist es in einem Dokument als „Crplow“ und 1582 als „Criptaw“ belegt. Es gehörte zum Herzogtum Breslau, das nach dem Tod Herzogs Heinrich VI. 1335 als erledigtes Lehen an die Krone Böhmen heimfiel.
Nach dem Ersten Schlesischen Krieg wurde Kriptau mit dem größten Teil Schlesiens 1741/42 von Preußen erobert. Nachfolgend wurde es dem Landkreis Breslau eingegliedert, mit dem es bis 1945 verbunden blieb. Grundherr war bis zur Säkularisation das Klarenstift in Breslau, dem das das königliche Rentamt Breslau folgte. 1845 zählte das Dorf 16 Häuser, eine Freischoltisei, 106 Einwohner (15 katholisch und der Rest evangelisch), evangelische Kirche zu Hermannsdorf, katholische Kirche zu Neukirch. Kriptau gehörte bis 1945 zum Landkreis Breslau. Das Standesamt und Amtsbezirk war in Schmolz. Als Folge des Zweiten Weltkriegs fiel Kriptau 1945 an Polen und wurde in Krzeptów umbenannt. Die deutsche Bevölkerung wurde 1946/47 vertrieben. Die neu angesiedelten Bewohner waren zum Teil Vertriebene aus Ostpolen, das an die Sowjetunion gefallen war. 1975 bis 1998 gehörte Krzeptów zur Woiwodschaft Breslau.